# Falsotrachystola asidiformis
Falsotrachystola asidiformis är en skalbaggsart som först beskrevs av Maurice Pic 1915.  Falsotrachystola asidiformis ingår i släktet Falsotrachystola och familjen långhorningar. Inga underarter finns listade i Catalogue of Life.